# فرودگاه صحرایی آساهیگاوا
فرودگاه صحرایی آساهیگاوا (به انگلیسی: Asahikawa Air Field) یک فرودگاه نظامی است . این فرودگاه در شهر آساهیکاوا، هوکایدو کشور ژاپن قرار دارد .